# Clemens Aigner
Clemens Aigner (* 2. Februar 1993 in Steinach am Brenner) ist ein österreichischer Skispringer.

## Werdegang
Aigner, der für den SV Innsbruck-Bergisel startet, gab sein internationales Debüt im September 2009 im Alpencup. Im Februar 2010 startete er in Villach erstmals im FIS Cup. Im Juli sprang er an gleicher Stelle erstmals in beiden Springen in die Punkteränge. Trotz dieses Erfolgs verblieb er auch weiterhin im Alpencup. Erst im Februar 2011 kam er zurück in den FIS Cup und sprang in Ramsau am Dachstein zweimal in die Punkte. Im Dezember 2011 gelang ihm auf der gleichen Schanze im Alpencup erstmals der Sprung unter die besten zehn. Daraufhin kam er in Predazzo wieder im FIS Cup im Einsatz und erreichte mit den Plätzen vier und fünf auch zweimal einen Platz unter den besten zehn.
Am 28. Jänner 2012 startete Aigner in Bischofshofen erstmals im Skisprung-Continental-Cup. Bereits im zweiten Springen sammelte er als 28. erste Continental-Cup-Punkte. Ein Jahr später gelang ihm in Titisee-Neustadt als 15. erstmals ein Top-20-Ergebnis. In Kranj stand er wenige Tage später im Alpencup als Zweiter erstmals auf dem Podium. Seinen ersten Top-10-Platz im Continental Cup feierte er in Iron Mountain im Februar 2013.
Bei der Winter-Universiade 2013 in Predazzo sprang er im Einzel von der Normalschanze auf Rang 13. Im Mannschaftsspringen von der Normalschanze wurde er mit seinen Teamkollegen drei Tage später Zwölfter.
Im zweiten Mannschaftsspringen gewann er gemeinsam mit Daniel Huber und David Unterberger die Bronzemedaille. Im Einzel von der Großschanze erreichte Aigner schließlich Rang 20.
Am 12. und 13. Juli 2014 gewann Aigner in Villach beide FIS-Cup-Springen. Nach zwei weiteren Top-20-Platzierungen im Continental Cup in Wisła, erhielt Aigner einen Startplatz beim Skisprung-Grand-Prix 2014 in Hakuba. Als 27. im ersten und 25. im zweiten Springen sammelte er zweimal Grand-Prix-Punkte. In Hinzenbach verpasste er als 31. nur knapp weitere Punkte. Am Ende wurde er mit zehn Punkten 68. der Grand-Prix-Gesamtwertung.
Bei den Österreichischen Meisterschaften im Oktober 2014 gewann Aigner von der Normalschanze im Montafoner Schanzenzentrum in Tschagguns hinter Michael Hayböck und Stefan Kraft die Bronzemedaille.
Am 20. Dezember 2014 feierte Aigner auf der MS 1970 in Štrbské Pleso seinen dritten FIS-Cup-Sieg. Am 16. Jänner 2015 sprang er in Sapporo als Dritter erstmals im Continental Cup aufs Podium.
Am 29. August 2015 gewann er auf der Normalschanze von Frenštát pod Radhoštěm seinen ersten Wettbewerb im Continental Cup. Durch einen weiteren Sieg in Engelberg im Dezember 2015 und weitere Podest- und Top-Ten-Platzierungen erreichte er am Ende der Saison 2015/16 in der Winter-Gesamtwertung den zweiten Platz hinter Tom Hilde und vor Karl Geiger.
Die COC-Gesamtwertung (Sommer + Winter) entschied er vor Karl Geiger und Florian Altenburger für sich.
Im Oktober 2016 gewann Aigner bei den Österreichischen Meisterschaften 2016 in Eisenerz zusammen mit Andreas Kofler, Elias Tollinger und Manuel Fettner im Mannschaftswettbewerb die Goldmedaille.
Im Jänner 2017 gewann er in Sapporo und Bischofshofen zwei weitere Wettbewerbe im Continental Cup.
Im Saison-Finale im März 2017 gewann er fünf der letzten sechs COC-Wettbewerbe und wurde einmal Dritter. Durch diese Erfolgsserie gewann er die Winterwertung des Continental Cups und wiederholte zudem den COC-Gesamtsieg aus der Vorsaison.
In der Saison 2017/18 gehörte er fest zur österreichischen Weltcup-Mannschaft. Am 18. November 2017 erreichte im Mannschaftsspringen zusammen mit Daniel Huber, Michael Hayböck und Stefan Kraft als Zweiter seine erste Weltcup-Podestplatzierung.
In dieser Saison nahm er zum ersten Mal an allen Springen der Vierschanzentournee teil, bei der er auf dem 33. Rang der Gesamtwertung landete. Beim Skifliegen am Kulm erzielte er mit Rang sieben sein bestes Karriere-Ergebnis und seine erste Top-Ten-Platzierung überhaupt bei einem Einzelweltcup. Bei der Skiflug-Weltmeisterschaft 2018 in Oberstdorf belegte er den 18. Rang im Einzel- und den fünften Rang im Mannschaftswettbewerb.
Bei den Olympischen Winterspielen 2018 in Pyeongchang gehörte er zum fünfköpfigen Aufgebot der Österreicher. Während der Trainingsdurchgänge musste er gegen seine Teamkollegen um einen Start im Wettbewerb springen. So nahm er nur an einem von drei Wettkämpfen teil. Im Einzelwettbewerb auf der Großschanze belegte er den 31. Platz. Da er zum ersten Mal über eine komplette Saison im Weltcup sprang, erreichte er mit 104 Punkten und dem 29. Platz auch sein bis dahin bestes Ergebnis im Gesamtweltcup. In den folgenden Jahren wurde er häufiger im Weltcup eingesetzt und konnte dort einige Weltcuppunkte sammeln. In der Saison 2022/23 belegte er erneut den 29. Platz, konnte jedoch mit 229 Punkten seinen persönlichen Rekord aus der Vorsaison verbessern.
Bei der Vierschanzentournee 2023/24 gehörte er fest zum österreichischen Weltcup-Aufgebot. Er erreichte in allen Springen den zweiten Durchgang, in Innsbruck und Bischofshofen schaffte er zwei Top-Ten-Platzierungen. Insgesamt bedeutete dies den 8. Platz, seine mit Abstand beste Platzierung bei der Tournee.

## Erfolge

### Weltcupsiege im Team
| Nr. | Datum            | Ort   | Typ         |
| --- | ---------------- | ----- | ----------- |
| 01. | 26. Februar 2022 | Lahti | Großschanze |

### Continental-Cup-Siege im Einzel
| Nr. | Datum              | Ort           | Typ           |
| --- | ------------------ | ------------- | ------------- |
| 01. | 29. August 2015    | Frenštát      | Normalschanze |
| 02. | 27. Dezember 2015  | Engelberg     | Großschanze   |
| 03. | 21. Jänner 2017    | Sapporo       | Großschanze   |
| 04. | 28. Jänner 2017    | Bischofshofen | Großschanze   |
| 05. | 4. März 2017       | Rena          | Großschanze   |
| 06. | 5. März 2017       | Rena          | Großschanze   |
| 07. | 11. März 2017      | Zakopane      | Großschanze   |
| 08. | 12. März 2017      | Zakopane      | Großschanze   |
| 09. | 19. März 2017      | Tschaikowski  | Normalschanze |
| 10. | 12. Jänner 2019    | Bischofshofen | Großschanze   |
| 11. | 18. Jänner 2019    | Sapporo       | Großschanze   |
| 12. | 19. Jänner 2019    | Sapporo       | Großschanze   |
| 13. | 20. Jänner 2019    | Sapporo       | Großschanze   |
| 14. | 15. Februar 2019   | Oberstdorf    | Großschanze   |
| 15. | 16. Februar 2019   | Oberstdorf    | Großschanze   |
| 16. | 23. Februar 2019   | Brotterode    | Großschanze   |
| 17. | 12. Jänner 2020    | Bischofshofen | Großschanze   |
| 18. | 15. Februar 2020   | Iron Mountain | Großschanze   |
| 19. | 16. Februar 2020   | Iron Mountain | Großschanze   |
| 20. | 7. Oktober 2023    | Lake Placid   | Großschanze   |
| 21. | 10. Dezember 2023  | Lillehammer   | Großschanze   |
| 22. | 2. März 2024       | Planica       | Großschanze   |
| 23. | 3. März 2024       | Planica       | Großschanze   |
| 24. | 16. März 2024      | Zakopane      | Großschanze   |
| 25. | 10. August 2024    | Hinterzarten  | Normalschanze |
| 26. | 11. August 2024    | Hinterzarten  | Normalschanze |
| 27. | 21. September 2024 | Stams         | Großschanze   |
| 28. | 22. September 2024 | Stams         | Großschanze   |

## Statistik

### Weltcup-Platzierungen
| Saison  | Platz | Punkte |
| ------- | ----- | ------ |
| 2015/16 | 74.   | 002    |
| 2016/17 | 42.   | 050    |
| 2017/18 | 29.   | 104    |
| 2018/19 | 45.   | 046    |
| 2019/20 | 66.   | 005    |
| 2021/22 | 35.   | 153    |
| 2022/23 | 29.   | 227    |
| 2023/24 | 32.   | 165    |
| 2024/25 | 68.   | 001    |

### Vierschanzentournee-Platzierungen
| Saison  | Platz | Punkte |
| ------- | ----- | ------ |
| 2014/15 | 53.   | 0187,1 |
| 2015/16 | 43.   | 0304,6 |
| 2016/17 | 56.   | 0100,7 |
| 2017/18 | 33.   | 0419,0 |
| 2018/19 | 53.   | 0192,6 |
| 2019/20 | 47.   | 0349,8 |
| 2021/22 | 38.   | 0518,2 |
| 2022/23 | 49.   | 0282,5 |
| 2023/24 | 08.   | 1042,4 |
| 2024/25 | 47.   | 0335,3 |

### Grand-Prix-Platzierungen
| Saison | Platz | Punkte |
| ------ | ----- | ------ |
| 2014   | 68.   | 010    |
| 2016   | 16.   | 141    |
| 2017   | 53.   | 029    |
| 2018   | 25.   | 078    |
| 2019   | 55.   | 018    |
| 2023   | 36.   | 063    |
| 2024   | 53.   | 026    |

### Continental-Cup-Platzierungen
| Saison  | Sommer | Sommer | Winter | Winter | Gesamt | Gesamt |
| Saison  | Platz  | Punkte | Platz  | Punkte | Platz  | Punkte |
| ------- | ------ | ------ | ------ | ------ | ------ | ------ |
| 2011/12 | —      | —      | 122.   | 0003   | 152.   | 0003   |
| 2012/13 | —      | —      | 056.   | 0104   | 078.   | 0104   |
| 2013/14 | 092.   | 0007   | 056.   | 0085   | 074.   | 0092   |
| 2014/15 | 026.   | 0128   | 011.   | 0431   | 011.   | 0559   |
| 2015/16 | 015.   | 0227   | 002.   | 0885   | 001.   | 1032   |
| 2016/17 | 013.   | 0235   | 001.   | 1191   | 001.   | 1426   |
| 2017/18 | 073.   | 0025   | —      | —      | 119.   | 0025   |
| 2018/19 | 024.   | 0110   | 001.   | 0977   | 002.   | 1087   |
| 2019/20 | —      | —      | 002.   | 0931   | 003.   | 0931   |
| 2021/22 | 052.   | 0046   | 027.   | 0288   | 033.   | 0334   |
| 2022/23 | —      | —      | 020.   | 0337   | 029.   | 0337   |
| 2023/24 | 006.   | 0379   | 008.   | 0709   | 004.   | 1088   |